# Карлини (антарктическая станция)
База Карли́ни (исп. Base Carlini, ранее известная как база Хуба́ни) — аргентинская постоянная база и научно- исследовательская станция, названная в честь ученого Алехандро Рикардо Карлини (ранее она называлась в честь аргентинского военно-морского летчика Хосе Исидро Хубани). Она расположена в бухте Поттер на острове Кинг-Джордж на Южных Шетландских островах.
На 2014 год Карлини — одна из 13 исследовательских баз в Антарктике, управляемых Аргентиной.

## История
Бухта Поттер-Коув в юго-западной части острова Кинг-Джордж (называемого в Аргентине Исла 25 де Майо) в архипелаге Южных Шетландских островов была выбрана около 1953 года для размещения аргентинской военно-морской базы поддержки самолетов-амфибий.
Убежище было создано 21 ноября 1953 года и временно называлось Refugio Potter, а затем Caleta Potter Naval Station. В летнюю кампанию 1953—1954 гг. в приюте проживало всего трое мужчин. Было предложено назвать базу в честь морского летчика Хосе Исидро Хубани, погибшего при исполнении служебных обязанностей 14 сентября 1948 года; в ходе кампании 1954—1955 гг. станция была переименована в «Лейтенант Хубани» (Teniente Jubany).

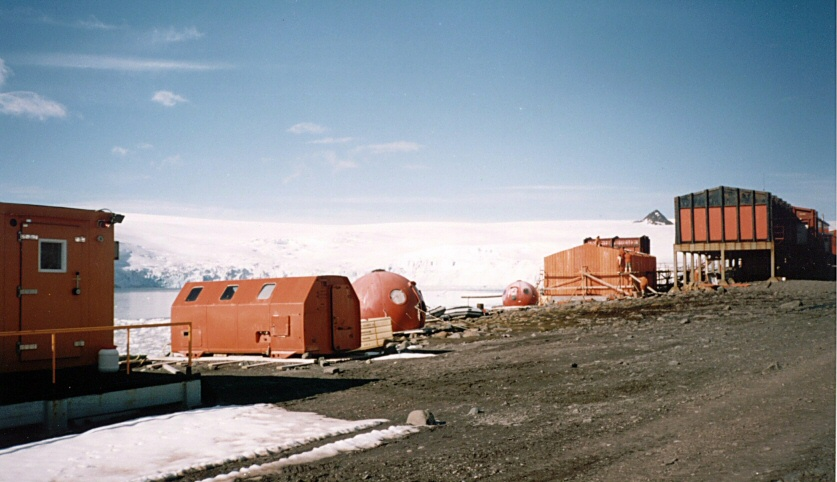
«Хубани» (январь 1997 г.)

Во время летней кампании 1957—1958 гг. работали две группы учёных из Аргентинского антарктического института; они проводили геологические изыскания в этом районе, собирая петрографические и палеонтологические образцы для изучения местных геологических восходящих движений. Доктор Отто Шнайдер был руководителем первой группы, а Освальдо Шауэр — руководителем второй.
В 1982 году объекты военно-морской станции были переданы Аргентинскому антарктическому институту, а станция была повышена до статуса базы и открыта как таковая 12 февраля.
В 1990 году Институт полярных и морских исследований имени Альфреда Вегенера (Германия) начал переговоры с Аргентинским национальным антарктическим институтом, посвященные установке на месте лабораторий и аквариумов с современным оборудованием для научных исследований. Этот новый объект, получивший название Лаборатория Даллмана, был открыт 20 января 1994 года. Его площадь составляет 250 квадратных метров, и он был изначально построен в материковой части Аргентины, разобран, доставлен на корабле в Поттер-Коув и снова собран на базе.
В 1994 г. в сотрудничестве с Институтом физики атмосферы (IFA, Италия) была открыта лаборатория LAJUB для исследования парникового эффекта.
5 марта 2012 года распоряжением 309/2012 исполнительной власти база была переименована в Базу Карлини в честь покойного исследователя доктора Алехандро Рикардо Карлини, выдающегося научного деятеля Аргентины.
8 декабря 2013 года на базе дала концерт группа Metallica, выступившая под небольшим специально построенным куполом и без усиления звука из-за экологических проблем. Шоу транслировалось по всему миру.

## Описание
С момента повышения до статуса базы в 1982 году помещения Карлини постоянно улучшались; на 2014} год к ним относятся: основной, аварийный, технический и жилые дома; метеостанция; Лаборатория LACAR; Лаборатория Даллмана; лазарет; радиостанция; силовые установки (как основная, так и вспомогательная, на случай аварии); гараж и мастерские; морозильная камера; склад припасов; инсинератор и компактор для мусора; установки для топливного насоса, тепловыделения и фильтрации и очистки топлива; различные здания многоцелевого использования; топливный бак; антенна; вертодром; геодезическая GPS-приёмная станция и сейсмографическая станция. Всё это увеличивает максимальную вместимость до 60 человек. На 2014 год на ней в среднем во время зимовки проживает 20 человек.
База расположена рядом с колонией, насчитывающей более 16 000 пингвинов и 650 морских львов. Обычный маршрут до базы включает перелет из Ушуаи на базу Марамбио, а затем плавание в течение нескольких дней.
Карлини позволяет ученым из разных областей разрабатывать перспективные исследовательские проекты в области естественных наук. Эти задачи увеличиваются во время более активных летних кампаний. Например, были исследования человеческого поведения и его биохимических корреляций; экологические аспекты бентических, планктонных и прибрежных популяций; учет численности в колониях ластоногих (в основном морских слонов и морских котиков); физическая химия и биология озёр, прудов и других водоемов; отслеживание экотоксикологических элементов в экосистеме Антарктики; непрерывный долгосрочный мониторинг уровня моря при геолого-геофизических работах; прибрежная экология и микробиология; влияние УФ-излучения на морской фитопланктон и бактерии; и т. д.
.

### Лаборатория Даллмана
В Лаборатории Даллмана — проекте германо-аргентинского сотрудничества — выполняются совместные междисциплинарные исследовательские программы в области биологии; прибрежная и наземная экология; наземные животные (в основном слоны и тюлени); воздействие загрязнения на популяции птиц и рыб; океанография; прибрежная геология; и т. п.
Лаборатория состоит из трех модулей для спальни, ванной комнаты и гостиной-столовой, двух модулей для лабораторий и одного для машинного отделения и шкафчика для дайвинга. В нем также есть четыре контейнера для лабораторий и аквариумов, подаренных Германией. Он оснащен несколькими научными приборами и транспортными средствами, предоставленными Германией: лиофилизатором, стереомикроскопами, морозильными камерами, небольшой барокамерой для транспортировки, оборудованием для подводного плавания, аквариумами, лодкой с жёстким корпусом и гусеничным транспортным средством Kässbohrer.
Аргентинский антарктический институт, Нидерландский фонд геолого-геофизических исследований и Институт Альфреда Вегенера подписали соглашение о предоставлении установки биологической очистки, переданной Нидерландами. Он состоит из резервуара-скруббера, установки для обработки и осушки ила, а также технологического оборудования и оборудования для управления и контроля за технологическими процессами, а также — набора основных запасных частей и запасов топлива.

Лаборатория Даллмана, Немецко-Аргентинский совместный проект
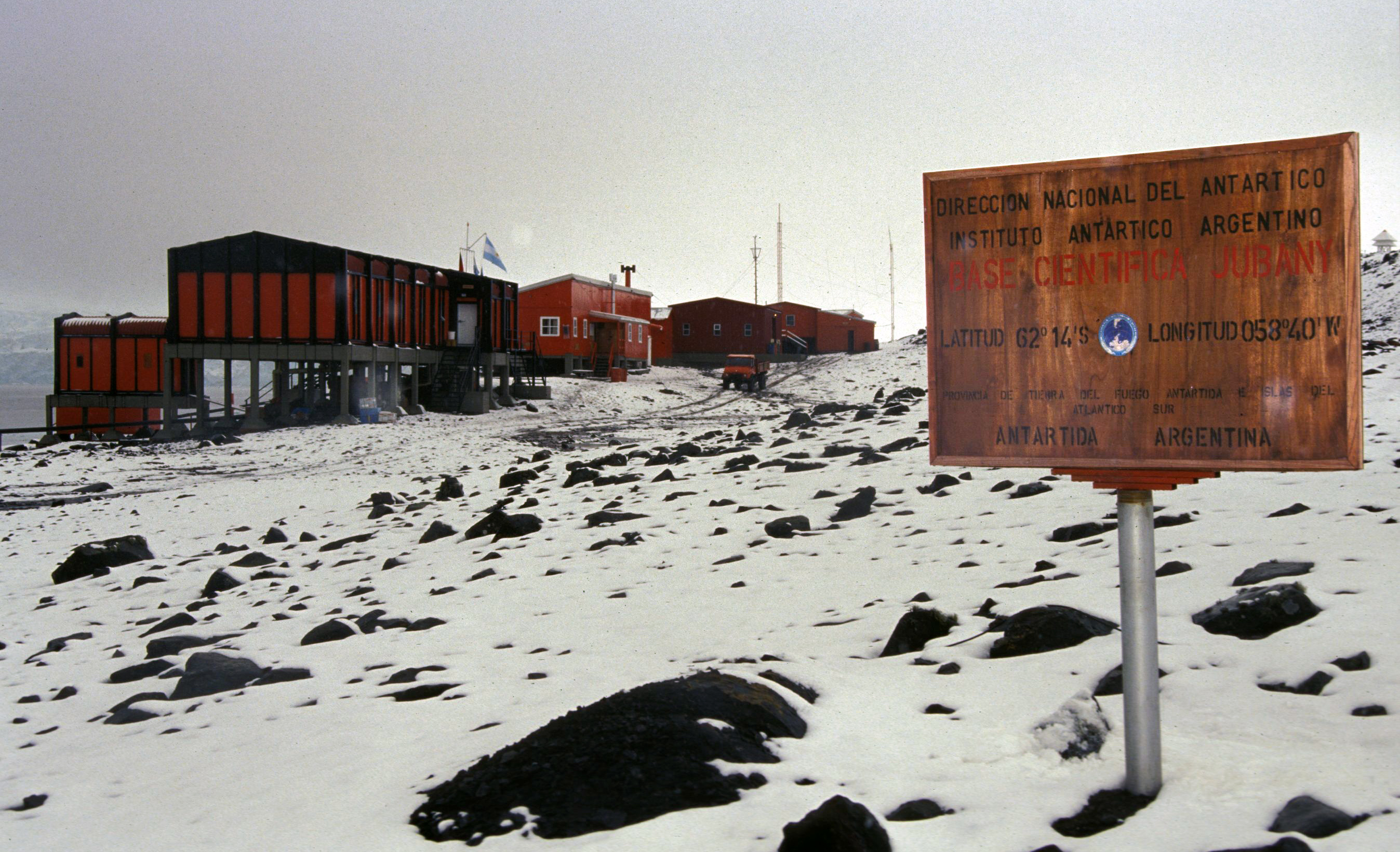
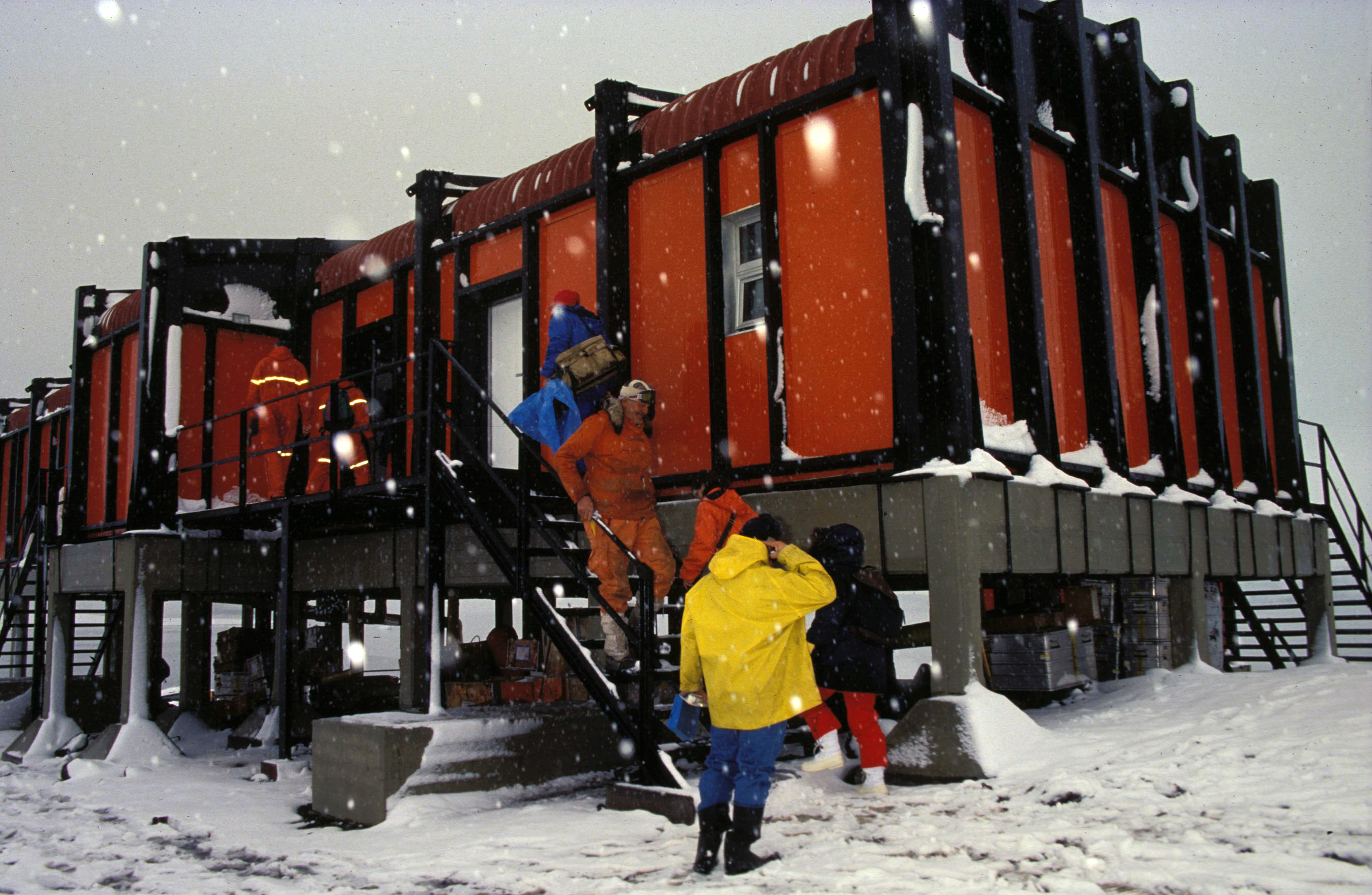
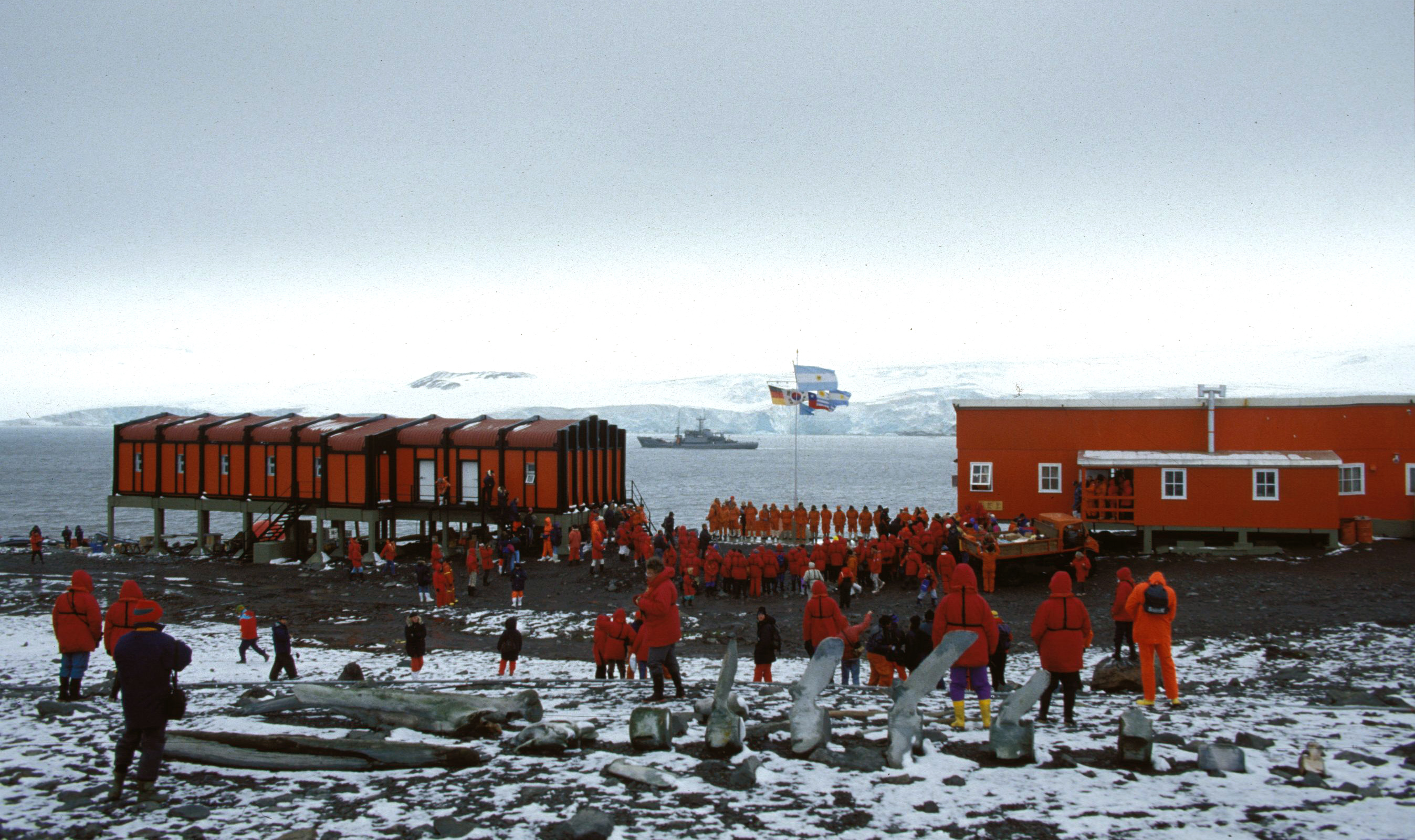

### Лаборатории LACAR
Лаборатории LACAR (Laboratorio Antártico Multidisciplinario Carlini) -бывшая «LAJUB», когда станция называлась Jubany- состоит из двух объектов/зданий: LACAR-Cabildo и LACAR-Catedral.
Из этих двух зданий, LACAR-Cabildo ориентирован на размещение и обслуживание различных видов оборудования, относящегося ко многим проектам, для сбора данных; в то время как LACAR-Catedral располагает четырьмя лабораториями для обработки и анализа проб, относящихся к различным научным дисциплинам.
Эти два здания, как и остальные Многопрофильные лаборатории на постоянных антарктических станциях Аргентины (LAMBI-на станции Marambio, LABEL-на станции Belgrano II, LABES-на станции Esperanza, LABORC-на станции Orcadas и LASAN-на станции Сан-Мартин) находятся в ведении Научно-координационной зоны Аргентинского антарктического института.

## Климат
| Показатель                                       | Янв. | Фев. | Март | Апр. | Май | Июнь | Июль | Авг. | Сен. | Окт. | Нояб. | Дек. |
| ------------------------------------------------ | ---- | ---- | ---- | ---- | --- | ---- | ---- | ---- | ---- | ---- | ----- | ---- |
| Источник: Antarctic temperature data Weatherbase |      |      |      |      |     |      |      |      |      |      |       |      |